# Sauber C24
Der Sauber C24 war ein Formel-1-Rennwagen, den Sauber Motorsport 2005 in der Formel-1-Weltmeisterschaft einsetzte.

## Entwicklungsgeschichte und Technik
Wie die Sauber-Formel-1-Rennwagen der Jahre davor wurde auch der C24 von Willy Rampf konstruiert. Der Wagen hatte sehr schmale Seitenkästen, einen komplett neuen Hinterwagen und in die Karosserie integrierte Auspuffendrohre. Während das Getriebe von Sauber selbst entwickelt wurde, kam als Motor wieder das V10-Aggregat von Ferrari zum Einsatz.
Zu Felipe Massa kam als zweiter Fahrer Jacques Villeneuve ins Team. Der Formel-1-Weltmeister von 1997 erhielt einen Zweijahresvertrag.

## Renngeschichte

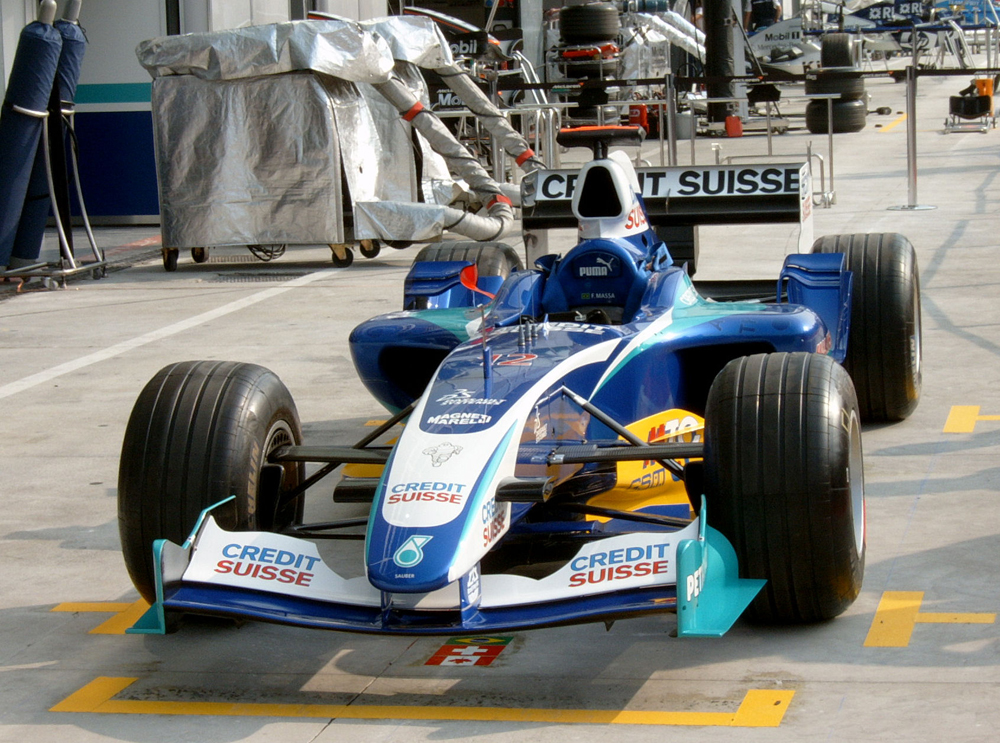
Sauber C24

Das Renndebüt hatte der C24 im März 2005 beim Großen Preis von Australien im Albert Park Circuit in Melbourne. Im Qualifikationstraining überraschte Jacques Villeneuve mit dem vierten Trainingsrang. In der Addition der Einzelzeitfahren wurde er nur von Giancarlo Fisichella (Renault R25), Jarno Trulli (Toyota TF105) und Mark Webber (Williams FW27) geschlagen. Felipe Massa schaffte keine gezeitete Runde und ging vom 18. Startplatz aus ins Rennen. Das Rennen verlief nicht so erfolgreich; Massa wurde Zwölfter und Villeneuve Dreizehnter.
Beim zweiten Rennen der Saison, dem Großen Preis von Malaysia, konnte Villeneuve seine starke Trainingsleistung aus Melbourne nicht wiederholen und erreichte nur den 16. Qualifikationsrang. Er war dabei auch langsamer als Teamkollege Massa, der sich als 14. qualifizierte. Im Rennen fiel Villeneuve nach einem Dreher aus und Massa wurde Zehnter, erhielt für diese Platzierung aber keine WM-Punkte.
Die ersten WM-Punkte der Saison erzielte Massa beim Großen Preis von Bahrain mit dem siebten Endrang. Auch Jacques Villeneuve hatte die Chance auf Punkte für die Fahrerweltmeisterschaft; der Kanadier kollidierte aber drei Runden vor Rennschluss mit dem Red Bull RB1 von David Coulthard, als er versuchte den Schotten mittels eines Überholmanövers vom achten Rang zu verdrängen.
Nach einem überzeugenden vierten Rang von Villeneuve beim Großen Preis von San Marino in Autodromo Enzo e Dino Ferrari in Imola, gab es erst beim Großen Preis von Kanada wieder WM-Punkte, als auch Massa als Vierter ein Rennen beendete.
Die zweite Saisonhälfte verlief für Sauber enttäuschend. Die besten Platzierungen waren die sechsten Plätze von Villeneuve in Belgien und Massa beim letzten Rennen des Jahres in China.
Die Konstrukteurs-Weltmeisterschaft beendete Sauber mit 20 Punkten an der achten Stelle der Gesamtwertung.

## Ergebnisse
| Fahrer                          | Nr.                             | 1  | 2   | 3  | 4  | 5   | 6  | 7  | 8 | 9   | 10  | 11 | 12 | 13  | 14  | 15 | 16 | 17 | 18 | 19 | Punkte | Rang |
| ------------------------------- | ------------------------------- | -- | --- | -- | -- | --- | -- | -- | - | --- | --- | -- | -- | --- | --- | -- | -- | -- | -- | -- | ------ | ---- |
| Formel-1-Weltmeisterschaft 2005 | Formel-1-Weltmeisterschaft 2005 |    |     |    |    |     |    |    |   |     |     |    |    |     |     |    |    |    |    |    | 20     | 8.   |
| Jacques Villeneuve              | 11                              | 13 | DNF | 11 | 4  | DNF | 11 | 13 | 9 | DNS | 8   | 14 | 15 | DNF | 11  | 11 | 6  | 12 | 12 | 10 | 20     | 8.   |
| Felipe Massa                    | 12                              | 10 | 10  | 7  | 10 | 11  | 9  | 14 | 4 | DNS | DNF | 10 | 8  | 14  | DNF | 9  | 10 | 11 | 10 | 6  | 20     | 8.   |

| Legende  | Legende            | Legende                                                          |
| Farbe    | Abkürzung          | Bedeutung                                                        |
| -------- | ------------------ | ---------------------------------------------------------------- |
| Gold     | –                  | Sieg                                                             |
| Silber   | –                  | 2. Platz                                                         |
| Bronze   | –                  | 3. Platz                                                         |
| Grün     | –                  | Platzierung in den Punkten                                       |
| Blau     | –                  | Klassifiziert außerhalb der Punkteränge                          |
| Violett  | DNF                | Rennen nicht beendet (did not finish)                            |
| Violett  | NC                 | nicht klassifiziert (not classified)                             |
| Rot      | DNQ                | nicht qualifiziert (did not qualify)                             |
| Rot      | DNPQ               | in Vorqualifikation gescheitert (did not pre-qualify)            |
| Schwarz  | DSQ                | disqualifiziert (disqualified)                                   |
| Weiß     | DNS                | nicht am Start (did not start)                                   |
| Weiß     | WD                 | zurückgezogen (withdrawn)                                        |
| Hellblau | PO                 | nur am Training teilgenommen (practiced only)                    |
| Hellblau | TD                 | Freitags-Testfahrer (test driver)                                |
| ohne     | DNP                | nicht am Training teilgenommen (did not practice)                |
| ohne     | INJ                | verletzt oder krank (injured)                                    |
| ohne     | EX                 | ausgeschlossen (excluded)                                        |
| ohne     | DNA                | nicht erschienen (did not arrive)                                |
| ohne     | C                  | Rennen abgesagt (cancelled)                                      |
| ohne     | keine WM-Teilnahme |                                                                  |
| sonstige | P/fett             | Pole-Position                                                    |
| sonstige | 1/2/3/4/5/6/7/8    | Punktplatzierung im Sprint-/Qualifikationsrennen                 |
| sonstige | SR/kursiv          | Schnellste Rennrunde                                             |
| sonstige | *                  | nicht im Ziel, aufgrund der zurückgelegten Distanz aber gewertet |
| sonstige | ()                 | Streichresultate                                                 |
| sonstige | unterstrichen      | Führender in der Gesamtwertung                                   |